# Sportovec roku Bulharska
Bulharský sportovec roku jsou každoroční ceny udělované na základě hlasování bulharských sportovních reportérů o nejlepšího sportovce nebo sportovkyni předchozího roku.

## Vítězové podle roků
| Rok  | Sportovec                             | Sport                |
| ---- | ------------------------------------- | -------------------- |
| 1958 | Vanya Voynova                         | Basketbal            |
| 1959 | Ljutvi Achmedov                       | Zápas                |
| 1960 | Dimitar Dobrev                        | Zápas                |
| 1961 | Dimitar Khlebarov                     | Atletika             |
| 1962 | Enyu Valchev                          | Zápas                |
| 1963 | Prodan Gardžev                        | Zápas                |
| 1964 | Bojan Radev                           | Zápas                |
| 1965 | Georgi Asparuchov                     | Fotbal               |
| 1966 | Prodan Gardžev                        | Zápas                |
| 1967 | Bojan Radev                           | Zápas                |
| 1968 | Bojan Radev                           | Zápas                |
| 1969 | Michail Želev                         | Atletika             |
| 1970 | Petar Kirov                           | Zápas                |
| 1971 | Petar Kirov                           | Zápas                |
| 1972 | Yordan Bikov                          | Vzpírání             |
| 1973 | Nedelcho Kolev                        | Vzpírání             |
| 1974 | Liljana Tomovová                      | Atletika             |
| 1975 | Valentin Khristov                     | Vzpírání             |
| 1976 | Ivanka Christovová                    | Atletika             |
| 1977 | Totka Petrova                         | Atletika             |
| 1978 | Zdravka Jordanovová a Svetla Otsetova | Veslování            |
| 1979 | Aleksandar Tomov                      | Zápas                |
| 1980 | Lyubomir Lyubenov                     | Kanoistika           |
| 1981 | Janko Rusev                           | Vzpírání             |
| 1982 | Blagoy Blagoev                        | Vzpírání             |
| 1983 | Vasil Etropolski                      | Sportovní šerm       |
| 1984 | Ludmila Andonovová                    | Atletika             |
| 1985 | Stefka Kostadinovová                  | Atletika             |
| 1986 | Jordanka Donkovová                    | Atletika             |
| 1986 | Asen Zlatev                           | Vzpírání             |
| 1987 | Stefka Kostadinovová                  | Atletika             |
| 1987 | Christo Markov                        | Atletika             |
| 1988 | Tanya Dangalakova                     | Plavání              |
| 1988 | Christo Markov                        | Atletika             |
| 1989 | Vesela Letcheva                       | Sportovní střelba    |
| 1989 | Valentin Jordanov                     | Zápas                |
| 1990 | Stefan Botev                          | Vzpírání             |
| 1991 | Serafim Todorov                       | Box                  |
| 1992 | Nikolaj Buchalov                      | Kanoistika           |
| 1993 | Serafim Todorov                       | Box                  |
| 1994 | Christo Stoičkov                      | Fotbal               |
| 1995 | Stefka Kostadinovová                  | Atletika             |
| 1996 | Stefka Kostadinovová                  | Atletika             |
| 1997 | Yoto Yotov                            | Vzpírání             |
| 1998 | Ekaterina Dafovská                    | Biatlon              |
| 1999 | Galabin Boevski                       | Vzpírání             |
| 2000 | Tereza Marinovová                     | Atletika             |
| 2001 | Jordan Jovčev                         | Sportovní gymnastika |
| 2002 | Rumyana Neykova                       | Veslování            |
| 2003 | Jordan Jovčev                         | Sportovní gymnastika |
| 2004 | Mariya Grozdeva                       | Sportovní střelba    |
| 2005 | Veselin Topalov                       | Šachy                |
| 2006 | Albena Denkova a Maxim Staviski       | Krasobruslení        |
| 2007 | Stanka Zlatevová                      | Zápas                |
| 2008 | Rumyana Neykova                       | Veslování            |
| 2009 | Detelin Dalakliev                     | Box                  |
| 2010 | Stanka Zlatevová                      | Zápas                |
| 2011 | Stanka Zlatevová                      | Zápas                |
| 2012 | Kubrat Pulev                          | Box                  |
| 2013 | Ivo Angelov                           | Zápas                |
| 2014 | Grigor Dimitrov                       | Tenis                |
| 2015 | Gabriela Petrova                      | Atletika             |
| 2016 | Mirela Demirevová                     | Atletika             |
| 2017 | Grigor Dimitrov                       | Tenis                |
| 2018 | Taybe Yusein                          | Zápas                |
| 2019 | Vladimir Iliev                        | Biatlon              |
| 2020 | Cvetana Pironkovová                   | Tenis                |